# Pastinaca sativa

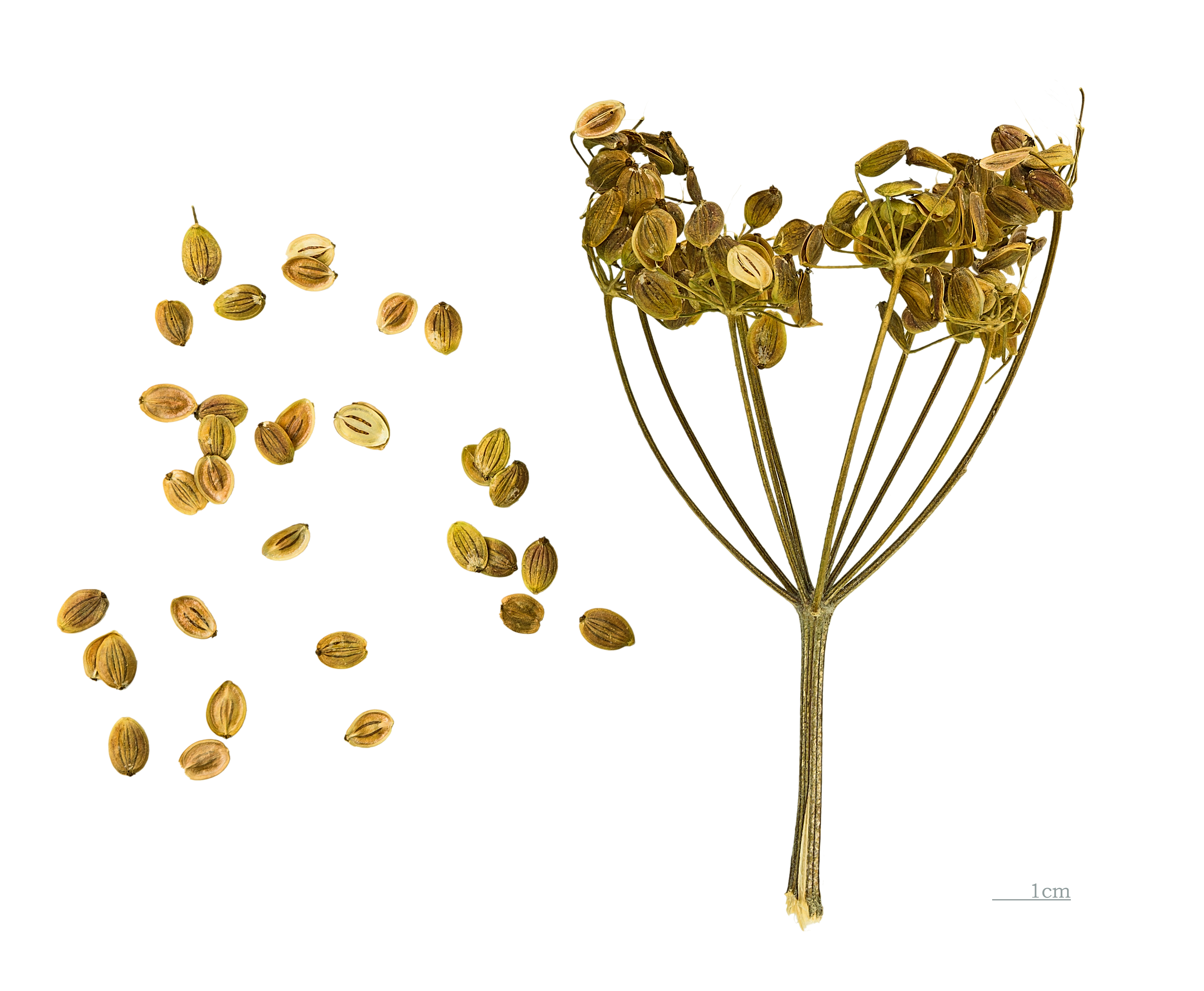
Pastinaca sativa

La pastinaca, apio de campo, zanahoria blanca o chirivía (Pastinaca sativa) es una planta cuya raíz se emplea como hortaliza, parecida a la zanahoria, aunque más pálida y con un sabor muy diferente. Es una planta bienal. Su cultivo se remonta a tiempos antiguos en Eurasia: antes de la importación de la patata tras el descubrimiento de América, la pastinaca ocupaba su lugar (junto al nabo).

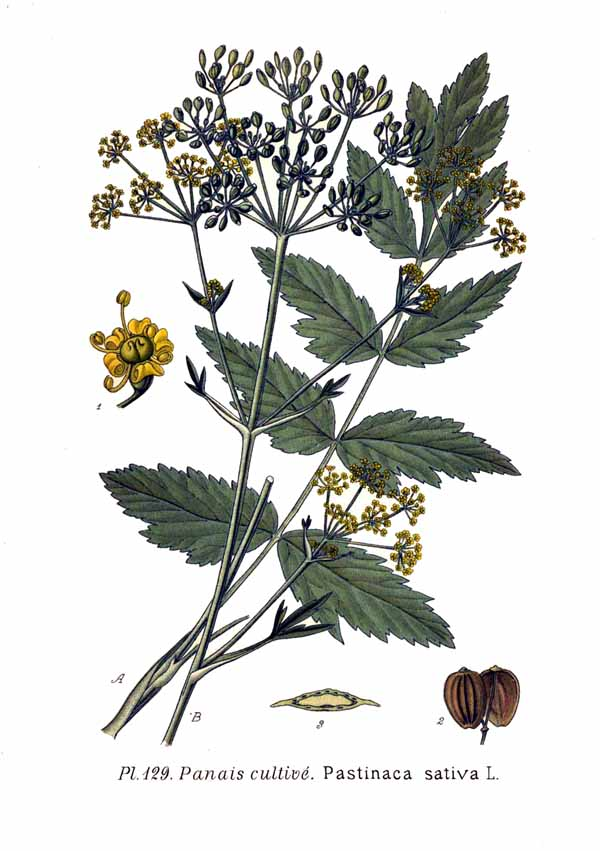
Ilustración

## Descripción

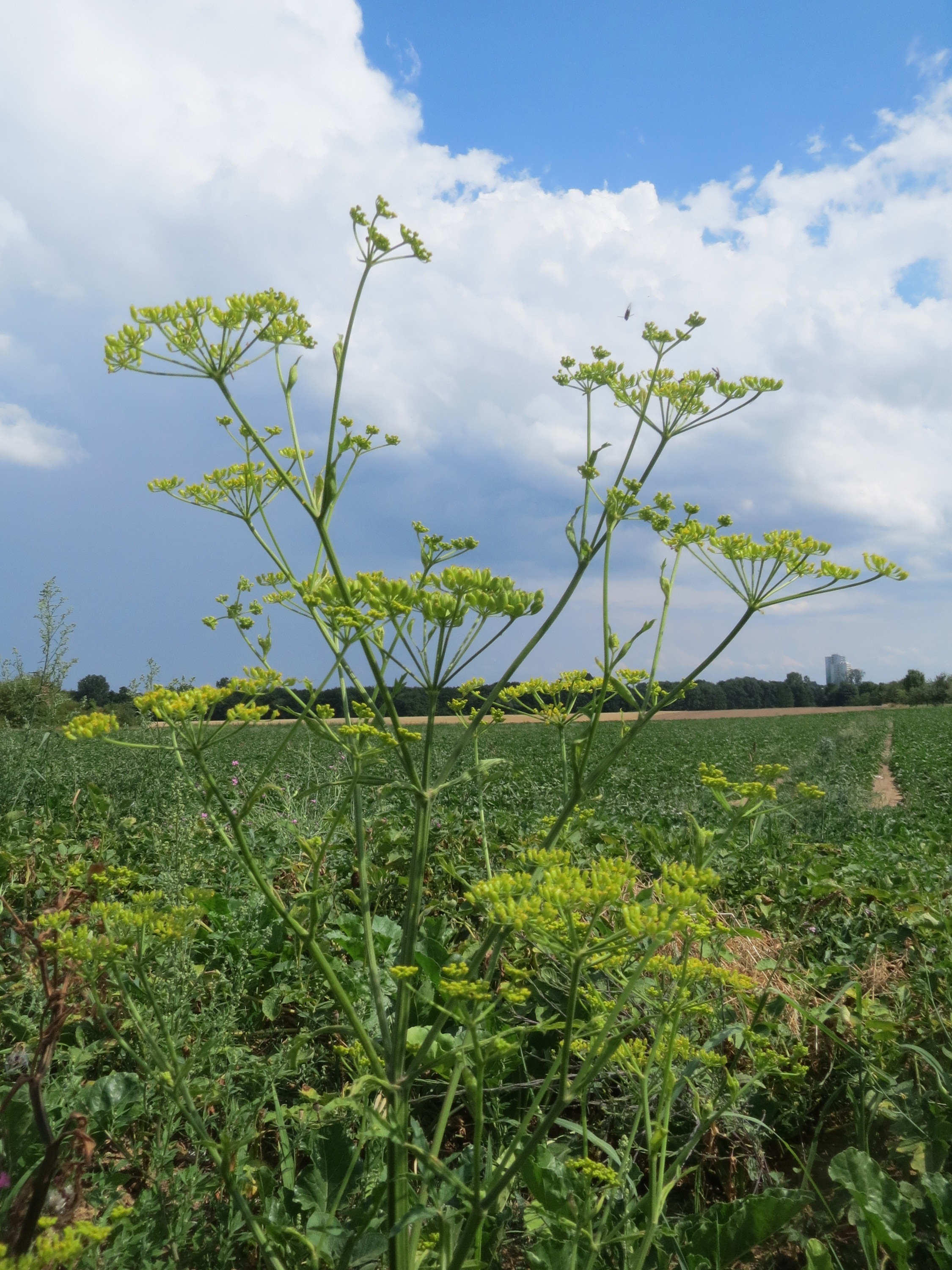
Planta de pastinaca

Es una especie bienal. Tiene una raíz engrosada, axonomorfa, de color marfil, y raíces secundarias finas. 
Su parte aérea está formada por las hojas dispuestas en una roseta basal. Hojas grandes, de 40 cm, con largos pecíolos en la base, de lámina imparipinnada, con folíolos dentados o lobulados, verdosos oscuros. En el segundo año, emite un tallo que puede alcanzar 200 cm de altura. Sus flores se disponen en umbelas, y son amarillas. Tras la fecundación entomófila fructifica en esquizocarpos alados en sus márgenes, castaños, con una semilla en cada mericarpio.

## Distribución
Se encuentra silvestre en zonas templadas de Eurasia. Ha sido introducida como cultivo en otras zonas de clima templado, y se puede asilvestrar.
En España se encuentra en el norte y en las zonas montañosas del centro y del este.
En Argentina se encuentra en algunas provincias del sur.

## Nutrición
Se consume la raíz, cocida, como saborizante en guisos y sopas. También es posible preparar un vino rústico con ellas llamado vino de chirivías.  

## Cultivares
Pastinaca es nativa de Eurasia, y existen infinidad de cultivares.

## Cultivo
Las variedades hortícolas se siembran en primavera. Se cosecha durante el primer año, antes de que inicie su desarrollo floral. Los sustratos muy arcillosos o pedregosos no son adecuados, ya que causan deformaciones o limitan el desarrollo de su raíz.

## Taxonomía
Pastinaca sativa fue descrita por Carlos Linneo y publicado en Species Plantarum 1: 261. 1753.
Sinonimia
- Anethum pastinaca Wibel
- Elaphoboscum sativum (L.) Rupr.
- Peucedanum pastinaca (Wibel) Baill.
- Peucedanum pastinaca (L.) Benth. & Hook. f.
- Peucedanum sativum (L.) Benth. & Hook. f.
- Selinum pastinaca (L.) Crantz[5]

## Nombres comunes
Chirivía, chirivia, cherevía, pastinaca, zanahoria blanca, arracacha.